# Ischnura cyane
Ischnura cyane là một loài chuồn chuồn kim trong họ Coenagrionidae.
Ischnura cyane được miêu tả khoa học năm 2010 bởi Realpe.